# Sportåret 1938

## Händelser
- I Sverige bildas Stockholms Skolidrottsförbund.

### Amerikansk fotboll
- New York Giants besegrar Green Bay Packers med 23 - 17 i NFL-finalen.

### Bandy
- 13 februari - Slottsbrons IF blir svenska mästare efter vinst i finalen mot IFK Rättvik med 5-2 på Stockholms stadion.[1][2]

### Baseboll
- 9 oktober - American League-mästarna New York Yankees vinner World Series med 4-0 i matcher över National League-mästarna Chicago Cubs.[3]

### Basket
- 16 oktober - Italien vinner damernas Europamästerskap i Rom före Litauen och Polen.[4]

### Boxning
- Världsmästaren i tungvikt Joe Louis försvarar sin titel genom att besegra
  - 23 februari - Nathan Mann, USA
  - 1 april - Harry Thomas, USA
  - 22 juni - Max Schmeling, Tyskland

### Brottning

#### EM
- Kurt Pettersén vinner sin första internationella medalj vid EM i Tallinn när han tar silver i grekisk-romersk stil, bantamvikt.

#### SM
- Kurt Pettersén tar sitt andra SM-guld i grekisk-romersk stil, bantamvikt.

### Cykel
- Marcel Kint, Belgien vinner landsvägsloppet vid VM.
- Tour de France vinns av Gino Bartali, Italien
- Giro d'Italia vinns av Giovanni Valetti, Italien
- Vuelta a España  - Ingen tävling

### Fotboll
- 30 april - Preston North End FC vinner FA-cupfinalen mot Huddersfield Town FC med 1-0 på Wembley Stadium.[5]

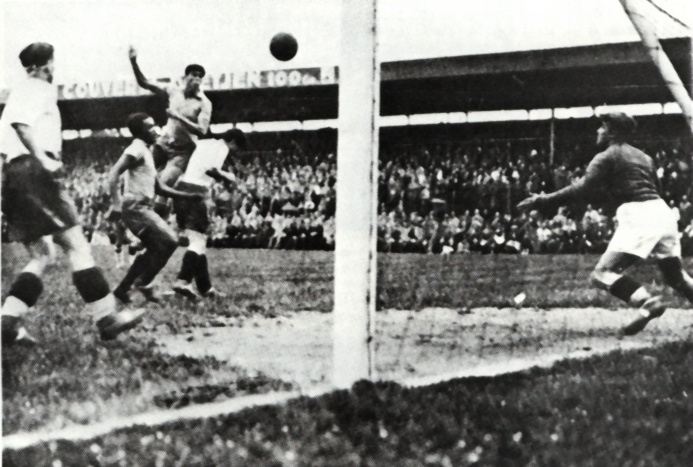
Brasilien besegrar Polen i VM.

- 19 juni - Italien försvarar sin VM-titel genom att i finalen besegra Ungern med 4-2 i Paris. Brasilien vinner bronsmatchen mot Sverige med 4–2.[6]
- Okänt datum – Ingen tävling om Copa del Rey.
- Okänt datum – East Fife FC vinner skotska cupen.
- Okänt datum – Preston North End FC vinner FA-cupen.
- Okänt datum – Olympique de Marseille vinner franska cupen.

#### Ligasegrare / resp lands mästare
- 29 maj - IK Sleipner vinner Allsvenskan för första gången.
- Okänt datum – B 1903 blir danska mästare.
- Okänt datum – Arsenal FC vinner engelska ligan
- Okänt datum – Celtic FC vinner skotska ligan.
- Okänt datum – Feyenoord blir nederländska mästare.
- Okänt datum – Beerschot AC blir belgiska mästare.
- Okänt datum – Hannover 96 blir tyska mästare.
- Okänt datum – FC Internazionale blir italienska mästare.
- Okänt datum – FC Sochaux blir franska mästare.
- Okänt datum – På grund av det spanska inbördeskriget spelas ingen seriefotboll för hela Spanien.

### Friidrott
- 17 september - Andra EM i friidrott inleds i Wien (det första där damtävlingar var tillåtna även om herrtävlingen inledd 3 september i Paris var separat)
- 31 december - Armando Martins vinner Sylvesterloppet i São Paulo.[7]
- Leslie S. Pawson, USA vinner Boston Marathon.[8]

### Golf

#### Herrar

##### Majorstävlingar
- British Open vinns av Reg Whitcombe, Storbritannien
- US Open vinns av Ralph Guldahl, USA
- PGA Championship vinns av Paul Runyan, USA
- The Masters vinns av Henry Picard, USA

### Handboll
- 6 februari - Tyskland vinner inomhusvärldsmästerskapet i Berlin före Österrike och Sverige.[9]

### Ishockey
- 16 januari - Leksands IF spelar sin första ishockeymatch, och besegrar Mora IK med 11-0 på Siljansvallen.[10][11]
- 11 februari - Australien inträder i IIHF.[12]
- 19 februari - Litauen inträder i IIHF.[13]
- 20 februari - Kanada vinner Världsmästerskapet i Prag före Storbritannien och Tjeckoslovakien.[14] Storbritannien blir Europamästare. Sverige, som slutar blir på femte plats i världsmästerskapet, använder i turneringen för första gången symbolen Tre kronor. Denna första tröjupplaga är blå med gula kronor på bröstet.[15]

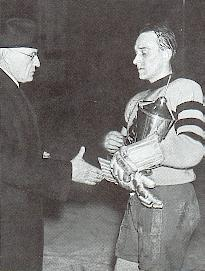
AIK svenska mästare.

- 18 mars - AIK blir svenska mästare efter finalvinst mot Hammarby IF med 2-0 i Lindarängens ispalats.[16]
- 12 april - Stanley Cup vinns av Chicago Blackhawks efter att i finalspelet besegrat Toronto Maple Leafs med 3–1.[17]

### Konståkning

#### VM
- Herrar: Felix Kaspar, Österrike
- Damer: Megan Taylor, Storbritannien
- Paråkning: Maxie Herber & Ernst Baier, Tyskland

#### EM
- Herrar: Felix Kaspar, Österrike
- Damer: Cecilia Colledge, Storbritannien
- Paråkning: Maxie Herber & Ernst Baier, Tyskland

### Motorsport
- Tysken Rudolf Caracciola vinner europamästerskapet för Grand Prix-förare.
- Fransmännen Eugène Chaboud och Jean Trémoulet vinner Le Mans 24-timmars med en Delahaye 135.

### Simning

#### EM
- Vid EM i simning uppnådde svenska simmare följande resultat:
  - 400 m frisim, herrar – 1. Björn Borg
  - 1 500 m frisim, herrar – 1. Björn Borg

### Skidor, alpina grenar

#### VM

##### Herrar
- - Slalom
- 1 Rudolf Rominger, Schweiz
- 2 Émile Allais, Frankrike
- 3 Hellmuth Lantschner, Tyskland

- - Störtlopp
- 1 James Couttet, Frankrike
- 2 Émile Allais, Frankrike
- 3 Hellmuth Lantschner, Tyskland

- - Kombination
- 1 Émile Allais, Frankrike
- 2 Rudolf Rominger, Schweiz
- 3 Hellmuth Lantschner, Tyskland

##### Damer
- - Slalom
- 1 Christl Cranz, Tyskland
- 2 Nini von Arx-Zogg, Schweiz
- 3 Erna Steuri, Schweiz

- - Störtlopp
- 1 Lisa Resch, Tyskland
- 2 Christl Cranz, Tyskland
- 3 Käthe Grasegger, Tyskland

- - Kombination
- 1 Christl Cranz, Tyskland
- 2 Lisa Resch, Tyskland
- 3 Käthe Grasegger, Tyskland

#### SM

##### Herrar
- Slalom vinns av Sven Eriksson, IF Friska Viljor. Lagtävlingen vinns av Åre SLK.

##### Damer
- Slalom vinns Av Brita Thomasson, Åre SLK. Lagtävlingen vinns av Djurgårdens IF.

### Skidor, nordiska grenar
- 6 mars - Elias Nilsson, Östersunds SK vinner Vasaloppet.[18]

#### VM
- - 18 km
- 1 Jussi Kurikkala, Finland
- 2 Klaes Karppinen, Finland
- 3 Kalle Pahlin, Sverige
  - 50 km
- 1 Lars Bergendahl, Norge
- 2 Klaes Karppinen, Finland
- 3 Oscar Gjøslien, Norge
- 6 Alvar Hägglund, Sverige
  - Stafett 4 x 10 km
- 1 Finland (Pauli Pitkänen, Olavi Alakulpi, Eino Olkinuora & Klaes Karppinen)
- 2 Sverige (Alvar Hägglund, Selm Stenvall, John Westbergh & Kalle Pahlin)
- 3 Italien (Aristide Compagnoni, Severino Compagnoni, Gottfried Baur & Alberto Jammeron)
  - Backhoppning
- 1 Sepp Bradl, Tyskland
- 2 Birger Ruud, Norge
- 3 Arnholdt Kongsgaard, Norge
- 4 Sven Eriksson, Sverige
  - Nordisk kombination
- 1 Gustav Berauer, Tyskland
- 2 Gustav-Adolf Sellin, Sverige
- 3 Magnar Fosseide, Norge

#### SM

##### Herrar
- 15 km vinns av Alfred Dahlqvist, Östersunds SK. Lagtävlingen vinns av Östersunds SK.
- 30 km vinns av Elis Wiklund, Kramfors IF. Lagtävlingen vinns av Kramfors IF.
- 50 km vinns av Herbert Nenzén, Kramfors IF.  Lagtävlingen vinns av Kramfors IF.
- Stafett 3 x 10 km vinns av Kramfors IF med laget Elis Wiklund, Herbert Nenzén och Kalle Pahlin
- Backhoppning vinns av Sven Eriksson,  IF Friska Viljor. Lagtävlingen vinns av IF Friska Viljor.
- Nordisk kombination vinns av John Westbergh, Anundsjö IF. Lagtävlingen vinns av Domsjö IF .

##### Damer
- 10 km vinns av Sigrid Nilsson-Vikström, Trångsvikens IF. Lagtävlingen vinns av Koskullskulles IF.

### Tennis
Den amerikanske tennisspelaren Donald Budge blir den förste spelaren någonsin som vinner en ”äkta” Tennisens Grand Slam.

#### Herrar
- 5 september - USA vinner International Lawn Tennis Challenge genom att finalbesegra Australien med 3-2 i Philadelphia.[19]
- Franska amatörmästerskapen vinns av: Donald Budge, USA

##### Tennisens Grand Slam
- Australiska öppna - Donald Budge, USA
- Wimbledon - Donald Budge, USA
- US Open – Donald Budge, USA

#### Damer
- Franska amatörmästerskapen vinns av: Simone Mathieu, Frankrike

##### Tennisens Grand Slam
- Australiska öppna - Dorothy Bundy, USA
- Wimbledon – Helen Wills, USA
- US Open – Alice Marble, USA

### Travsport
- Travderbyt körs på Jägersro travbana i Malmö. Segrare blir den svenska hingsten  Respekt (SE) e. Imperial Peter (US) – Kentia Wheeler (SE) e. Peter Wheeler (US). Kilometertid:1.26,4 Körsven: Hugo Andersson
- Travkriteriet vinns av det svenska stoet  Queen Nedworthy (SE) e. Nedworthy (US) – Miss Volo (US) e. Peter Volo  (US).

## Rekord

### Friidrott
- 12 juni – Stanislawa Walasiewicz, Polen tangerar världsrekordet i  200m damer med 24,1
- 17 juli – Erika Matthes, Tyskland förbättrar världsrekordet i  spjut damer till 47,80
- 7 augusti – Erwin Blask, Tyskland förbättrar världsrekordet i  slägga herrar till 58,13
- 20 augusti – Sidney Wooderson, Storbritannien förbättrar världsrekordet i  800 m, herrar till 1.48,4
- 21 augusti – Karl Hein, Tyskland förbättrar världsrekordet i  slägga herrar till 58,24
- 25 augusti – Yrjö Nikkanen, Finland förbättrar världsrekordet i  spjut herrar till 77,87
- 27 augusti – Erwin Blask, Tyskland förbättrar världsrekordet i  slägga herrar till 59,00
- 9 september – Jevdokija Vasiljeva, Sovjetunionen förbättrar världsrekordet i   800 m damer till 2.15,3
- 29 september – Taisto Mäki, Finland förbättrar världsrekordet i  10 000 m herrar till 30.02,0
- 16 oktober – Yrjö Nikkanen, Finland förbättrar världsrekordet i  spjut herrar till 78,70

## Evenemang
- VM i cykelsport anordnas i Valkenburg, Nederländerna.
- VM i fotboll anordnas i Paris och nio andra städer i Frankrike
- VM i ishockey anordnas i Prag, Tjeckoslovakien.
- VM i konståkning , herrar och paråkning anordnas i Berlin, Tyskland.
- VM i konståkning , damer anordnas i Stockholm, Sverige.
- VM i skidor, alpina grenar anordnas i Engelberg, Schweiz
- VM i skidor, nordiska grenar anordnas i Zakopane, Polen
- EM i konståkning anordnas i Sankt Moritz, Schweiz.
- EM i simning anordnas i London, Storbritannien

## Födda
- 6 januari – Jozef Golonka, tjeckoslovakisk ishockeyspelare.
- 3 februari - Pauli Siitonen, finländsk längdåkare.
- 11 februari
  - Boris Majorov, sovjetrysk ishockeyspelare.
  - Jevgenij Majorov, sovjetrysk ishockeyspelare.
  - Mohammed Gammoudi, tunisisk friidrottare.
- 25 februari - Herb Elliot, australisk medeldistanslöpare.
- 18 mars - Timo Mäkinen, finländsk rallyförare
- 20 april - Betty Cuthbert, australisk friidrottare
- 10 maj – Manuel Santana, spansk tennisspelare.
- 5 juni - Karin Balzer, tysk (DDR) friidrottare
- 20 juli - Roger Hunt, engelsk fotbollsspelare.
- 9 augusti - Rod Laver, australisk tennisspelare.
- 7 oktober – Ann Haydon Jones, brittisk tennisspelare.
- 8 oktober - Fred Stolle, australisk tennisspelare.
- 18 november - Karl Schranz, österrikisk alpin skidåkare
- 17 december - Peter Snell, nyzeeländsk friidrottare
- 24 december - Carl-Göran Öberg, svensk ishockeyspelare.

## Avlidna
- 28 januari - Den tyske racerföraren Bernd Rosemeyer omkommer i ett världsrekordförsök på motorvägen Frankfurt am Main - Darmstadt - Heidelberg
- 16 april - Steve Bloomer, engelsk fotbollsspelare
- 4 juli - Suzanne Lenglen, fransk tennisspelare.

### Fotnoter
1. ↑  Erik Jonsson (13 februari 1938). ”1930–1939”. Svenska Bandyförbundet. Arkiverad från originalet den 15 februari 2015. https://web.archive.org/web/20150215054718/http://www.svenskbandy.se/BANDYFINALEN/HISTORIK/Svenskamastare/Herrar/1930-1939/. Läst 18 mars 2020.
2. ↑  Hasse Olsson (10 mars 1990). ”Inledning”. Slottsbrons IF. https://idrottonline.se/SlottsbronsIF/globalassets/slottsbrons-if/dokument/historia-sif.pdf?w=900&h=900. Läst 2 september 2011.
3. ↑  ”1938 World Series” (på engelska). Baseball-Reference.com. http://www.baseball-reference.com/postseason/1938_WS.shtml. Läst 14 juli 2015.
4. ↑  ”Sport Statistics”. Arkiverad från originalet den 3 juli 2015. https://web.archive.org/web/20150703205510/http://todor66.com/basketball/Europe/Women_1938.html. Läst 24 augusti 2011.
5. ↑  ”England FA Challenge Cup 1937-1938” (på engelska). RSSSF. http://www.rsssf.com/tablese/engcup1938.html. Läst 19 augusti 2012.
6. ↑  ”World Cup 1938” (på engelska). RSSSF. http://www.rsssf.com/tables/38f.html. Läst 11 augusti 2011.
7. ↑  ”1930” (på portugisiska). Sylvesterloppet. Arkiverad från originalet den 1 mars 2014. https://web.archive.org/web/20140301041020/http://www.saosilvestre.com.br/1930. Läst 19 augusti 2012.
8. ↑  ”Boston Marathon”. Arkiverad från originalet den 27 april 2015. https://web.archive.org/web/20150427035419/http://www.baa.org/races/boston-marathon/boston-marathon-history/past-champions/past-mens-open-champions.aspx. Läst 9 april 2011.
9. ↑  ”Sport Statistics”. Arkiverad från originalet den 24 augusti 2011. https://web.archive.org/web/20110824171312/http://www.todor66.com/handball/World/Men_1938.html. Läst 23 augusti 2011.
10. ↑  Åke Lassas (13 januari 2008). ”Inget av lagen skulle tjäna på att mötas i en kvalserie” (på svenska). Dalademokraten. https://www.dalademokraten.se/artikel/ake-lassas-inget-av-lagen-skulle-tjana-pa-att-motas-i-en-kvalserie. Läst 16 mars 2020.
11. ↑  Emil Nilsen (10 mars 2017). ”79 år sedan den första derbysegern”. Leksands IF. https://www.leksandsif.se/artikel/iz3caiy03-30ead/79-ar-sedan-den-forsta-derbysegern. Läst 16 mars 2020.
12. ↑  ”Australia” (på engelska). International Ice Hockey Federation. 11 februari 1938. https://www.iihf.com/en/associations/325/australia. Läst 21 augusti 2011.
13. ↑  ”Lithuania” (på engelska). International Ice Hockey Federation. 19 februari 1938. https://www.iihf.com/en/associations/1344/lithuania. Läst 21 augusti 2011.
14. ↑  ”Championnats du monde 1938” (på franska). Hockey Archives. 20 februari 1938. https://www.hockeyarchives.info/mondial1938.htm. Läst 15 augusti 2011.
15. ↑  ”Svensk ishockey år för år”. Svenska Ishockeyförbundet. Februari 1938. https://www.swehockey.se/globalassets/svenska-ishockeyforbundet/historik/ar_for_ar.pdf. Läst 15 mars 2020.
16. ↑  ”Championnat de Suède 1937/38” (på franska). Hockey Archives. 18 mars 1938. https://www.hockeyarchives.info/Suede1938.htm. Läst 15 augusti 2011.
17. ↑  ”NHL 1937/38” (på franska). Hockey Archives. https://www.hockeyarchives.info/NHL1938.htm. Läst 23 mars 2020.
18. ↑  ”Historiska segrare”. Vasaloppet. Arkiverad från originalet den 22 mars 2020. https://web.archive.org/web/20200322121012/https://www.vasaloppet.se/wp-content/uploads/sites/1/2019/09/historiska_segrare_vasaloppet_sve_2019-09-18.pdf. Läst 5 september 2011.
19. ↑  ”Davis Cup”. http://www.daviscup.com/en/results/tie/details.aspx?tieId=10000727. Läst 20 augusti 2011.